# Lethe meridionalis
Lethe meridionalis är en fjärilsart som beskrevs av Martin 1921. Lethe meridionalis ingår i släktet Lethe och familjen praktfjärilar. Inga underarter finns listade i Catalogue of Life.